# Omotenashi
Omotenashi ist eine Miniatur-Mondsonde der japanischen Raumfahrtbehörde (JAXA), bestehend aus einem Orbiter, einer Bremsrakete und dem kleinsten jemals gebauten Mondlander. Die Sonde wurde am 16. November 2022 mit der amerikanischen Artemis-1-Mission gestartet. Wenige Tage später sollte das Landemodul – gedämpft durch einen Airbag – auf die Mondoberfläche fallen. Es wäre der erste Versuch einer Airbaglandung auf dem Mond gewesen. Nach dem Start konnte jedoch kein Kontakt zu der Sonde hergestellt werden, und die Mission wurde aufgegeben.

## Name
OMOTENASHI steht als Abkürzung für englisch Outstanding MOon exploration TEchnologies demonstrated by NAno Semi Hard Impactor (deutsch: hervorragende Monderkundungstechnologien, demonstriert mit einem halbharten Nano-Impaktor). Das Wort „Omotenashi“ (japanisch おもてなし) bedeutet auch „Willkommen(heißen)“ und „Gastfreundschaft“. Es ist einer der Slogans, mit denen Japan für die Olympischen Sommerspiele 2020 in Tokio warb.

## Zweck
Die Mission sollte zeigen, dass eine „halbharte Landung“ auf einem anderen Himmelskörper auch mit einer kleinen und preiswerten Sonde möglich ist. Die JAXA wollte damit zukünftige Mehrpunkt-Mondmissionen vorbereiten, bei denen mehrere Miniaturlander zusammenwirken. Außerdem sollte der Omotenashi-Lander durch Beschleunigungsmessungen beim Aufschlag die Beschaffenheit des Mondbodens ermitteln und die Umgebungsstrahlung an der Mondoberfläche messen, Letzteres zur Vorbereitung bemannter Landungen.

## Aufbau und technische Daten
Der Orbiter hat die Form eines 6U-Cubesats, das heißt, er misst etwa 34 × 23 × 10 cm. Das mittlere Drittel dieses Quaders in Längsrichtung ist hohl und hat Öffnungen an beiden Stirnseiten; hier ist ein zylinderförmiges Feststoff-Bremstriebwerk untergebracht, an dessen vorderem Ende der Lander und der zusammengefaltete Airbag montiert sind. Der Orbiter besitzt zusätzlich ein  Kaltgas-Reaction-Control-System für Bahnkorrekturen und ein Lageregelungssystem, mit dem er sich anhand des Sonnenstandes ausrichtet. Die Kommunikation mit der Erde erfolgt im X-Band über eine Niedergewinnantenne; zudem ist ein Amateurfunksender im P-Band vorhanden. Für den Lander war eine P-Band-Kommunikationseinheit und ein S-Band-Sender geplant. Das Gesamtsystem wog beim Start etwa 14 kg.
Die Stromversorgung sollte primär über Solarzellen mit bis zu 30 Watt Leistungsabgabe erfolgen, die starr auf einer Seitenfläche des Orbiters montiert sind, zusätzlich auch über je eine Lithium-Ionen-Batterie in Orbiter und Lander.
Weitere technische Daten:
|           | Abmessungen           | Masse  | Batteriekapazität | elektrische Leistungsaufnahme |
| --------- | --------------------- | ------ | ----------------- | ----------------------------- |
| Orbiter   | 34 cm × 23 cm × 10 cm | 7,6 kg | 30 Wh             | 20 W                          |
| Triebwerk | 30 cm × 11 cm (L × Ø) | 4,3 kg | –                 | –                             |
| Lander    | ?                     | 0,7 kg | 30 Wh             | 15 W                          |

(Die von der JAXA gewählten Bezeichnungen „Orbiter“ und „Lander“ weichen hier von der üblichen Verwendung dieser Begriffe ab. Wie unten beschrieben sollte der Orbiter nicht sein Missionsziel – den Mond – umkreisen, und der Lander ist nur ein Teil der Einheit, die einschließlich des Feststofftriebwerks auf den Mond prallen sollte. Letzteres hat historische Gründe: Nach ursprünglicher Planung sollte sich die Antriebseinheit nach dem Ausbrennen abtrennen, sodass der Lander tatsächlich separat die Mondoberfläche erreicht hätte.)

## Missionsverlauf
Omotenashi startete mit dem Erstflug der Großrakete Space Launch System von der Startrampe 39B des NASA-Weltraumbahnhofs Kennedy Space Center in Florida. Nachdem die obere Raketenstufe eine Transferbahn zum Mond erreicht hatte, wurde zunächst die Hauptnutzlast der Artemis-1-Mission abgetrennt, ein zu testendes Orion-Raumschiff. Nachdem dieses einen sicheren Abstand erreicht hatte, wurden mit einem Federmechanismus 10 Cubesats ausgesetzt, darunter auch Omotenashi.
Anschließend versuchte das japanische Missionskontrollzentrum am Uchinoura Space Center, Funkkontakt mit der Sonde aufzunehmen. Mittels Doppler-Messungen der X-Band-Signale sollte ihre genaue Flugbahn bestimmt werden. Am folgenden Tag sollte die Sonde auf einen Kollisionskurs mit dem Mond programmiert werden, den sie mit den RCS-Triebwerken angesteuert hätte. Am nächsten Tag wäre nochmals eine Kurskorrektur möglich gewesen. Die erreichte Flugbahn hätte in einem sehr flachen Winkel – höchstens 7 Grad – auf die Mondoberfläche zeigen müssen. Bei einem größeren Winkel hätte das Risiko bestanden, wegen Ungenauigkeiten beim Bremsvorgang zu hart auf den Mond zu prallen; bei zu flachem Anflug hätte der Mond verfehlt werden können.
Da die Kontaktaufnahme zu Omotenashi nicht gelang, wurde die Mission jedoch am 22. November 2022 aufgegeben.
Im Erfolgsfall wäre etwa fünf Tage nach dem Start der Airbag aufgeblasen worden. Omotenashi hätte sich nun mit einer Geschwindigkeit von 9000 km/h der Mondoberfläche genähert. Wenige Minuten vor dem geplanten Landezeitpunkt wäre mit einem Laserstrahl das Bremstriebwerk gezündet worden. Unmittelbar danach wäre der Orbiter abgetrennt worden, welcher ungebremst auf der Mondoberfläche zerschellt wäre.
Wenn das Triebwerk ausgebrannt gewesen wäre, sollte das Raumfahrzeug relativ zum Mond zum Stillstand gekommen sein und sich nahezu waagerecht 100–200 Meter über der Oberfläche befinden. Von hier aus wäre es zu Boden gefallen und hätte währenddessen mit den Strahlungsmessungen begonnen. Beim Aufprall hätte sich das Triebwerk vom Lander getrennt, der in Betrieb bleiben konnte, bis nach einigen Stunden seine Batterie erschöpft gewesen wäre. Die geplante Aufprallgeschwindigkeit wird in verschiedenen Quellen mit rund 70, 110 oder maximal 180 km/h angegeben.